# Die Stadt unter dem Meer
Die Stadt unter dem Meer ist ein Abenteuerfilm aus dem Jahr 1953 vom Regisseur Budd Boetticher mit Robert Ryan und Anthony Quinn. Er basiert auf dem Buch Port Royal: The Ghost City Beneath the Sea von Harry E. Rieseberg.

## Handlung
Die Taucher Brad und Tony werden auf Jamaika von Dwight Trevor angeheuert, um die The Lady Luck, ein Schiff, welches vermutlich mit sämtlichen Passagieren und Goldbarren im Wert von einer Million US-Dollar gesunken ist, zu finden. Die beiden Männer lernen die Kapitänin Terry auf der Straße kennen und können dann deren Schiff nutzen. Nach einigen erfolglosen Tagen beendet Trevor die Suche und teilt mit, das dies eh nur für die Versicherung geschah. Im Geheimen trifft er sich jedoch mit dem zwielichtigen Ex-Captain Meade, der den Aufenthaltsort des Wracks kennt und unter neuer Identität lebt. Meade bietet Tony viel Geld an, um für ihn das Gold zu bergen. Hierzu fahren sie zur versunkenen Stadt Port Royal, wo inmitten der Ruinen das Wrack gefunden wird. Tony verrät Brad begeistert von seinem Plan, in das Geschäft einzusteigen, doch Brad sieht darin eine illegale Handlung. Schließlich kommt es zur Trennung der beiden Freunde. Brad will nun selbst das Gold bergen und somit Tony von einer strafbaren Handlung abhalten. Brad kann die Goldbarren bergen und leitet den Abtransport ein, da erscheint der bewaffnete Captain Meade vor Ort und schießt Trevor nieder. Es kommt zu einem Seebeben, dem Meade selbst zum Opfer fällt. Als Brad unter Wasser in Gefahr gerät, kann ihm Tony helfen. Ohne das Gold, jedoch glücklich mit ihren Freundinnen, wollen sie Jamaika wieder verlassen, als der Auftrag hereinkommt, das Gold doch noch zu bergen. Fröhlich stimmen beide zu.

## Kritik
Das Lexikon des internationalen Films wertete: „Routiniert inszenierter Abenteuerfilm, der seine Geschichte durch die obligatorische Liebesgeschichte auflockert.“

## Besetzung und Synchronisation
| Schauspieler     | Rolle                 | Synchronsprecher |
| ---------------- | --------------------- | ---------------- |
| Robert Ryan      | Brad Carlton          | Wolfgang Lukschy |
| Anthony Quinn    | Tony Bartlett         | Wolf Martini     |
| Mala Powers      | Terry McBride         | Erika Goerner    |
| Suzan Ball       | Venita                | Tilly Lauenstein |
| George Mathews   | Captain Meade         | Hans Emons       |
| Karel Štěpánek   | Dwight Trevor         | Alfred Balthoff  |
| Hilo Hattie      | Mama Mary             |                  |
| Lalo Rios        | Calypso               | Wolfgang Draeger |
| Woody Strode     | Djion                 |                  |
| John Warburton   | Captain Clive         |                  |
| Peter Mamakos    | Captain Pedro Mendoza | Manfred Meurer   |
| Barbara Morrison | Madame Cecile         |                  |